# Titularbistum Tongres
Tongres ist ein katholisches Titularbistum. 
Es handelt sich hierbei um das im 4. Jahrhundert begründete Bistum Tongern, welches im 7. Jahrhundert nach Maastricht verlegt wurde und 760 zum Bistum Lüttich wurde. Der Bischofssitz war der Kirchenprovinz Mecheln-Brüssel zugeordnet.
| Titularbischöfe von Tongres |                                               |                                   |              |                |
| Nr.                         | Name                                          | Amt                               | von          | bis            |
| 1                           | Henri Lemaître Titularerzbischof pro hac vice | Apostolischer Delegat und Nuntius | 30. Mai 1969 | 20. April 2003 |
| 2                           | Pierre Warin                                  | Weihbischof im Namur (Belgien)    | 8. Juli 2004 | 5. Juni 2019   |